# Таппо, Лийс
Лийс Таппо (эст. Liis Tappo; род. 2 января 1970, Тарту) — эстонская модель, актриса и общественно-политический деятель. Мисс Эстония 1990 года.

## Биография
Родилась в 1970 году в Тарту. Окончила Среднюю школу в Рапле.
Таппо была избрана «Мисс Эстония» в 1990 году, после чего представляла страну на конкурсе «Мисс Европа 1991», где вошла в число 12 лучших. В 1992 году Лийс также выиграла конкурс «Мисс Балтийское море», участие в котором принимали представительницы Дании, Эстонии, Финляндии, Германии, Латвии, Литвы, Польши, России и Швеции.
В 1992 году Таппо сыграла одну из ведущих женских ролей (Элис) в фильме Мати Пыльдре «Эти старые любовные письма» о жизни Раймонд Валгре, который был выдвинут на премию «Оскар» от Эстонии, но не попал в шорт-лист. Фильм также был показан на Берлинале 1993 года и на Международном кинофестивале в Карловых Варах. Помимо этого, Лиис Таппо участвовала в постановках Эстонского драматического театра, а в 2012-м — в эстонской версии британского шоу Dancing on Ice.

## Политическая и общественная деятельность
13 ноября 2006 года Лийс Таппо вступила в Центристскую партию Эстонии, став её 10-тысячным членом. Она баллотировалась в 2007 и 2011 годах по избирательному округу № 6 (Ляэне-Вирумаа) за место в парламенте, но оба раза потерпела неудачу, набрав 674 и 87 голосов соответственно. Также Таппо являлась сооснователем и главой Мемориального фонда Айно Ярвесоо, занимавшегося вопросами детства, с 2009 по 2012 год.

## Личная жизнь
В 1992 году она вышла замуж. В браке у Лийс родилось четверо детей: Кирке (род. 1992), Крыыт (род. 1997), Катарин (род. 1999) и Йоосеп (род. 2005).